# Portilla (kommunhuvudort)
Portilla är en kommunhuvudort i Spanien.   Den ligger i provinsen Provincia de Cuenca och regionen Kastilien-La Mancha, i den centrala delen av landet, 140 km öster om huvudstaden Madrid. Portilla ligger 1 070 meter över havet och antalet invånare är 101.
Terrängen runt Portilla är huvudsakligen kuperad, men åt sydväst är den platt. Runt Portilla är det glesbefolkat, med 18 invånare per kvadratkilometer. Närmaste större samhälle är Las Majadas, 5,2 km öster om Portilla. 